# سینتیا لنون
سینتیا لنون (انگلیسی: Cynthia Lennon؛ ۱۰ سپتامبر ۱۹۳۹ – ۱ آوریل ۲۰۱۵) اولین همسر جان لنون و مادر جولین لنون بود.

## زندگی
سینتیا پاول در ۱۰ سپتامبر ۱۹۳۹ در بلکپول انگلستان به دنیا آمد. پدر او چارلز پاول و مادرش لیلین پاول بودند. سینتیا، در ۱۲ سالگی به مدرسه هنر نوجوانان لیورپول راه یافت. پس از اتمام دوره متوسطه توانست وارد دانشکده هنر لیورپول شود. آشنایی و ملاقات سینتیا و جان در دانشکده هنر اتفاق افتاد و در نهایت به ازدواج این دو ختم شد.

سینتیا لنون در سال ۱۹۶۲ میلادی با جان لنون ازدواج کرد و پس از شش سال از وی جدا شد. سینتیا لنون پس از جدایی از جان لنون، ۳ بار دیگر ازدواج کرد. او پس از مرگ همسر سومش در مایورکا اسپانیا زندگی می‌کرد. او خاطراتش از دوران زندگی با جان لنون را به چاپ رساند.

او در اول آوریل ۲۰۱۵ در مایورکا درگذشت.